# テレボーン郡 (ルイジアナ州)
テレボーン郡（英: Terrebonne Parish）は、アメリカ合衆国ルイジアナ州の南部に位置する郡である。人口は10万9580人（2020年）。陸地面積では州内第2位の郡である。郡庁所在地はホウマであり、同郡で人口最大の町である。
テレボーン郡はホウマ・ティボドー都市圏に属している。

## 歴史
テレボーン郡はルイジアナ州の最南部にあり、1822年3月22日にラフォーシュ内陸郡のメキシコ湾に面する南部が分離して設立された。総面積は約2,100平方マイル (5,400 km2) あり、州内第2位の郡である。郡名を付けた初期フランス人開拓者は土壌の豊かさに感銘を受けて、フランス語のterre bonneすなわち「良き大地」を意味する名前とした。1834年、郡内の中央に位置し、何処からでも行き来が容易な町としてホウマの町を設立し、郡庁所在地とした。それまでは現在のホウマの中心街から北西に約4マイル (6 km) のウィリアムズバーグ(現在のバイユーケイン）に郡庁があった。ウィリアムズバーグはバイユー・ケインとバイユー・テレボーンの2つのバイユーが合流する位置にあったが、ホウマの場合は6つのバイユーが合流する位置にあり、商業などの発展性に優れていると考えられた。
1834年3月18日、リチャード・H・グリネイジとヒューバート・M・ベランジャーが、新しい郡庁舎建設のためにバイユー・テレボーンの前の区画を寄付した。この土地がホウマの町の発展していく中心になった。この土地を寄付したことで、グリネイジとベランジャーは「ホウマの父」と考えられている。
ホウマという名はホウマ族インディアンに因むものだった。インディアンの言葉で "houma" は「赤」を意味しており、ホウマ族の戦いの章はナマズだった。歴史家に拠れば、ホウマ族は当初ミシシッピ州とアラバマ州から来て、バトンルージュ近くに入植した。他の部族と多くの紛争があった後で、1706年にテュニカ族との戦いに敗れて白人社会の中に逃れ、南のさらに離れた地域への移動を続けた。18世紀半ばから後半に、テレボーン郡となった地域に入り、現在のホウマ中心街北西の高台にウイスキ・バイユーと呼ぶ集落を造った。1700年代後期から1800年代にかけて、ヨーロッパ人開拓者のために北の高台から南の海岸地域に移動させられた。この地域ではホウマ族の遺物が今でも見つけられる。
テレボーン郡となった地域に入ってきた開拓者の大半はミシシッピ川からバイユー・ラフォーシュとバイユー・テレボーンを下ってきていた。1762年に支配者がスペインになった後は、ニューオーリンズからフランス人が流入してくるようになった。スペイン人の監督者は新参者に一人当たり630エーカー (2.52 km2) 以下の土地の所有権を認めた。これ以前に多くのフランス人がこの地域に入っている一方で、アングロ・サクソン系やスペイン人の土地騰貴も記録されている。
1760年にこの地域に入った別の開拓者は、ノバスコシアから追放されて来たアカディア人と呼ばれるフランス人であり、ここに落ち着くまでに10年間も世界をうろついて来ていた。彼らはこの地域が地理的に孤立しており、統治する政府の力が小さく、肥沃な土地があり、また魚類など野生動物が豊富だったので、この地を選んだ。
これらの人々は数世代も僻地に住み、その家族の生活様式を維持し続けた。今日では祭や教会の集まりでその歴史的遺産と生活の喜びを祝っている。
1848年、ホウマは州議会の立法によって法人化され都市になった。この時までのホウマの産業は、プランテーションでの農業、海産物、毛皮交易および製材業だった。サトウキビの栽培が農業の主たるものだった。最初のプランテーションは1828年に設立されていた。1851年までに110のプランテーションができ、80の製糖所があった。サウスダウン・プランテーションはマイナー一族によって1858年に設立された。スティーブン・マイナーはスペイン総督ガヨソの秘書だった。今日、その家屋が郡博物館になっている。製糖所そのものは1979年に売却され、解体されてグァテマラに運ばれ、再建されて現在も使用されている。
郡内の移動時間を短縮するためにバイユーの間に運河が掘られ、交易の効率を上げた。1872年、シュリーバーとホウマを結ぶ鉄道が交易量を増やし、郡の内外との移動を容易にした。運河は1923年に海岸内陸水路が建設されたときに廃棄された。海岸内陸水路は後にラフォーシュ郡とバイユー・ラフォーシュに延長され、港湾都市としてのホウマの重要性を上げた。
第二次世界大戦中、ホウマがメキシコ湾岸の中央にあったことから、飛行船海軍基地を設立する理想的な地域とされ、この基地は1943年5月から1944年9月まで運営された。この基地は海岸線の敵船を捜索する飛行船大隊が使用し、メキシコ湾岸に2つしかなかった飛行船基地の1つとなった。
テレボーン郡は常に大自然にその生活の糧を求めた。牡蠣、エビ、カニおよび魚類がその富をもたらした。郡内で獲れる牡蠣は世界でも最良のものという評判がついた。郡を取り巻く広大な湿地では、マスクラット、ミンク、カワウソ、アライグマ、ヌートリアが獲れ、その生皮が商品になった。
1929年に石油と天然ガスが発見され、経済発展と州内の何処とも比べられないような発展の時代となった。オフショアの石油発見で石油産業は巨大なものになった。テレボーン郡は州内オフショア石油会社が集中する地域の玄関口になった。1960年までにホウマの生産的な水域、肥沃な土壌および鉱物資源に支えられた石油製品の組み合わせにより、ホウマはアメリカ合衆国でも成長速度の高い都市の1つになった。1961年、ホウマ航行運河が完成し、テレボーン湾とメキシコ湾の間30マイル (50 km) が結ばれた。
1970年代までにホウマの経済の中心は石油産業になっていた。石油や天然ガスに直接関連しない企業もその生き残りのために石油産業に依存した。1980年代初期、安い外国製品や地元の生産量が落ちたために、石油産業が不況になると共に、ホウマも衰退した。2年間近くホウマとテレボーン地域の失業率は25％近くになっていた。
この経験からホウマは経済の多様化を始めた。石油産業は依然として地域の主要収入源であるが、その隙間を別の産業が埋めるようになった。海産物の生産量は州全体の20％以上を維持している。さらに医療産業も郡内に根付いてきた。ホウマの周辺では観光業も育っている。ホウマの新しい市民センターができたことで、娯楽や会議の機会が増えた。真正のアカディア文化、多様な自然環境と野生生物、プランテーション、優れた食材およびニューオーリンズやバトンルージュ、ラファイエット各市に近いことで、南ルイジアナのバイユーがある不思議の国の景観と音を楽しみたいと願う観光客を集める地域になっている。
テレボーン郡はホウマ市の権限を吸収してテレボーン郡統合政府によって運営されている。

## 地理
アメリカ合衆国国勢調査局に拠れば、郡域全面積は2,080平方マイル (5,387 km2)であり、このうち陸地1,255平方マイル (3,250 km2)、水域825平方マイル (2,137 km2)で水域率は39.66％である。

### 主要高規格道路
- アメリカ国道90号線
- ルイジアナ州道24号線
- ルイジアナ州道55号線
- ルイジアナ州道56号線
- ルイジアナ州道57号線
- ルイジアナ州道58号線

### 隣接する郡
- アサンプション郡 - 北
- ラフォーシュ郡 - 東
- メキシコ湾 - 南
- セントメアリー郡 - 北西

### 国立保護地域
- マンダレイ国立野生生物保護区

## 人口動態
以下は2008年推計による人口統計データである。
| 基礎データ - 人口: 108,576人 - 世帯数: 35,997 世帯 - 家族数: 27,393 家族 - 人口密度: 32人/km2（83人/mi2） - 住居数: 39,928軒 - 住居密度: 12軒/km2（32軒/mi2） 人種別人口構成 - 白人: 74.07% - アフリカン・アメリカン: 17.79% - ネイティブ・アメリカン: 5.29% - アジア人: 0.81% - 太平洋諸島系: 0.01% - その他の人種: 0.54% - 混血: 1.48% - ヒスパニック・ラテン系: 1.56% 言語別人口構成 - フランス語またはケイジャン・フランス語: 10.66% - スペイン語: 1.5% 年齢別人口構成 - 18歳未満: 29.2% - 18-24歳: 10.1% - 25-44歳: 29.8% - 45-64歳: 21.1% - 65歳以上: 9.7% - 年齢の中央値: 33歳 - 性比（女性100人あたり男性の人口） - 総人口: 96.6 - 18歳以上: 94.1 | 世帯と家族（対世帯数） - 18歳未満の子供がいる: 39.2% - 結婚・同居している夫婦: 57.0% - 未婚・離婚・死別女性が世帯主: 14.1% - 非家族世帯: 23.9% - 単身世帯: 19.3% - 65歳以上の老人1人暮らし: 7.3% - 平均構成人数 - 世帯: 2.86人 - 家族: 3.29人 収入と家計 - 収入の中央値 - 世帯: 35,2350米ドル - 家族: 39,912米ドル - 性別 - 男性: 34,869米ドル - 女性: 20,705米ドル - 人口1人あたり収入: 16,051米ドル - 貧困線以下 - 対人口: 19.1% - 対家族数: 15.8% - 18歳未満: 25.9% - 65歳以上: 17.6% |

## 都市と町

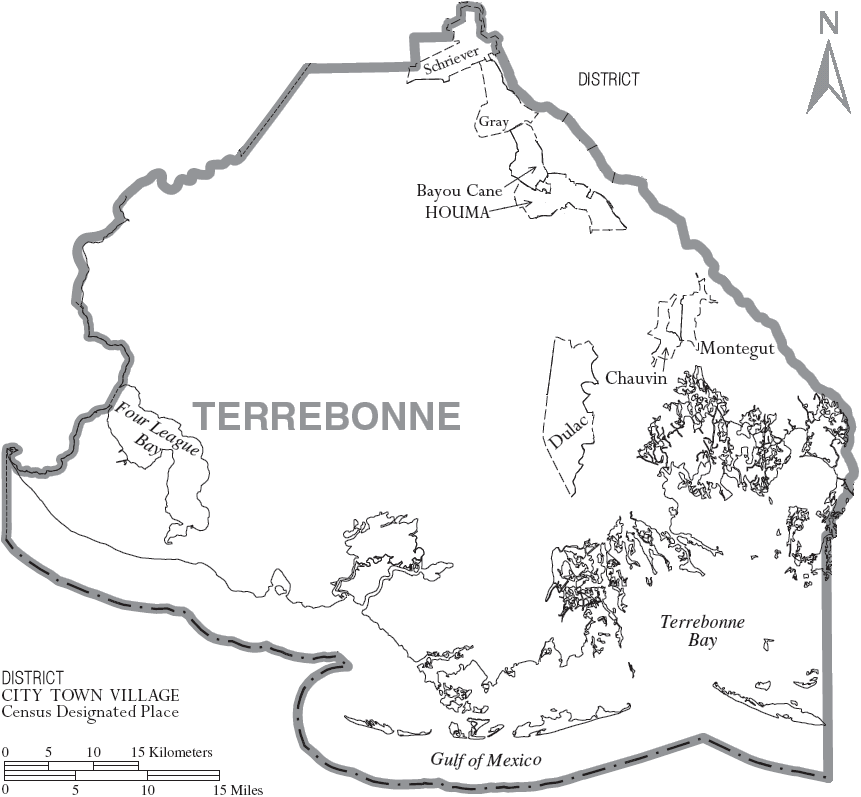
テレボーン郡図

ホウマ、郡内唯一の法人化都市 - 郡庁所在地

### 国勢調査指定地域
- バイユーケイン
- ショービン
- デュラック
- グレイ
- モンテギュ
- シュリーバー

### 未編入の町
- チャカホウラ
- ココドリー
- ギブソン
- アイルドジャンシャルル
- ポワントーシェーヌ

## 教育
テレボーン郡教育学区が地元の公立学校を運営している。

## メディア
テレボーン郡はこれまで幾つかの映画などの舞台に設定されている。2005年の映画『スケルトン・キー』 The Skeleton Key では、撮影自体は別の場所で行われたが、作品の舞台となった。また、映画『ハッシュパピー 〜バスタブ島の少女〜』はテレボーン郡モンテギュで撮影され、第28回サンダンス映画祭の審査員賞や第65回カンヌ国際映画祭のカメラドールなどを受賞し、第85回アカデミー賞では作品・監督・主演女優・脚色賞の4部門にノミネートされた。